# Шато-Шинон (округ)
Шато-Шинон (фр. Château-Chinon) — округ (фр. Arrondissement) во Франции, один из округов в регионе Бургундия. Департамент округа — Ньевр. Супрефектура — Шато-Шинон.
Население округа на 2006 год составляло 27 460 человек. Плотность населения составляет 14 чел./км². Площадь округа составляет всего 1929 км².